# Alpha Motor Corporation
Pour les articles homonymes, voir Alpha (homonymie).
Alpha Motor Corporation (communément appelée Alpha) est une start-up américaine de véhicules électriques basée à Irvine, en Californie.

## Histoire
Alpha Motor Corporation a été fondée en 2020 par Edward Lee. Avant de fonder Alpha, Lee a travaillé dans plusieurs entreprises automobiles, comme au Calty Design Research Centre de Toyota où il a conçu le concept car Lexus LF-LC, Audi et ainsi que l'ancienne start-up de véhicules électriques Neuron Corporation (devenu silencieuse en 2019 et dont le site internet a été mis hors-ligne peu de temps après) en où il a été engagé en tant que cadre.
Alpha a teasé son premier véhicule, l'utilitaire électrique Icon, le 2 décembre 2020, cependant il n'a jamais été officiellement dévoilée. Plus tard ce mois-ci, le 23 décembre, Alpha a dévoilé sa première voiture de tourisme, l'Ace, un coupé comportant un style rétro, et en tant que modèle 3D,. Alpha Motor Company avait déclaré que plus de véhicules seront dévoiler dans les mois à venir.
En février 2021, Alpha a dévoilé le Jax, un crossover basé sur l'Ace. "Jax" étant l'acronyme de "Junior All-terrain Crossover", il s'agit d'un Ace avec deux demi-portes supplémentaires à l'arrière pour un accès vers l'arrière plus facile, une suspension plus haute et des accessoires tout-terrain. Aux côtés du Jax, Alpha a également dévoilé l'Ace Performance, une variante sportive du modèle Ace standard.
En mars 2021, Alpha a dévoilé sa troisième voiture, le pick-up Wolf 2 portes basée sur les automobiles précédemment révélées. La société a ensuite révélé deux variantes du Wolf, la version cabine allongée Wolf+ en avril et le SuperWolf en double cabine en juillet. L'Alpha Wolf et les autres véhicules de la société n'existaient que sous forme de modèles 3D, jusqu'à ce qu'Alpha Motor Corporation présente son premier exemple physique de voiture au Petersen Automotive Museum de Los Angeles en août.
En novembre 2021, Alpha Motor Corporation a présenté la gamme Adventure, une édition spéciale pour l'Ace et le Jax, en partenariat avec KC HiLiTES et KMC Wheels, qui ajoute de nouveaux feux, pneus et roues tout-terrain.
Le 19 novembre 2021, au Salon de l'automobile de Los Angeles, Alpha a dévoilé son deuxième exemplaire de véhicule physique, la berline Saga basée sur l'Ace, son prix devrait être sous les 50 000 $.

## Modèles de véhicules
Alpha Motor Corporation prévoit de lancer les voitures suivantes d'ici la fin de 2023, :
- Ace, un coupé sous-compact électrique
- Jax , un crossover coupé quad sous-compact électrique
- Saga, une berline compacte électrique
- Wolf , un pick-up compacte électrique
  - Wolf+, une version à cabine allongée du Wolf
  - SuperWolf, une version à double cabine du Wolf